# Holocentrus adscensionis
Holocentrus adscensionis là một loài cá trong họ Cá sơn đá. Loài cá này được tìm thấy ở Tây Đại Tây Dương, từ Bắc Carolina, Hoa Kỳ, và Bermuda Brazil, trong đó có Vịnh Mexico và trên khắp Tây Ấn và bờ biển Caribbe. Ở Đông Đại Tây Dương, nó có thể tìm thấy ở Gabon.